# Mina Nº 0
Mina Nº 0 — пятьдесят шестой студийный альбом итальянской певицы Мины, выпущенный в 1999 году на лейбле PDU.

## Об альбоме
Альбом является сборником кавер-версий песен Ренато Дзеро, который и стал его продюсером. Девять из десяти песен на альбоме — его авторства, также он выступает в качестве партнёра по дуэту с Миной на трёх композициях.
Название альбома «Mina Nº 0» — это аллюзия на аромат Chanel Nº 5, а также на фамилию Ренато Дзеро — в переводе с итальянского «дзеро» — «ноль». В оформлении альбома, созданным Мауро Балетти, также обыгрывается тема парфюмерии, в частности строгость и лаконичность самого дизайна известного флакона от Chanel.
Пластинка получила положительные отзывы критиков, а также заняла 2-е место в альбомом чарте Италии.

## Список композиций
| №   | Название                            | Автор(ы)                                              | Длительность |
| --- | ----------------------------------- | ----------------------------------------------------- | ------------ |
| 1.  | «Neri»                              | Ренато Дзеро, Джулия Фасолино                         | 5:18         |
| 2.  | «Il cielo»                          | Ренато Дзеро                                          | 4:42         |
| 3.  | «I migliori anni della nostra vita» | Гуидо Морра, Маурицио Фабрицио                        | 5:21         |
| 4.  | «Fermoposta»                        | Ренато Дзеро, Пьеро Пинтуччи                          | 3:42         |
| 5.  | «Galeotto fu il canotto»            | Ренато Дзеро, Роберто Конрадо                         | 4:24         |
| 6.  | «Mi vendo»                          | Ренато Дзеро, Марио Викари                            | 4:55         |
| 7.  | «Amico»                             | Ренато Дзеро, Франка Эванджелисти, Дарио Балдан Бембо | 3:58         |
| 8.  | «Cercami»                           | Ренато Дзеро, Джанлука Подьо                          | 5:23         |
| 9.  | «Profumi, balocchi e maritozzi»     | Ренато Дзеро, Пьеро Пинтуччи                          | 3:54         |
| 10. | «Ha tanti cieli la luna»            | Ренато Дзеро, Роберто Конрадо                         | 4:34         |

## Чарты

### Еженедельные чарты
| Чарт (1999)                      | Высшая позиция |
| -------------------------------- | -------------- |
| Европа (European Top 100 Albums) | 36             |
| Италия (FIMI)                    | 2              |

### Годовые чарты
| Чарт (1999)   | Позиция |
| ------------- | ------- |
| Италия (FIMI) | 22      |